# マイ・ルーム
『マイ・ルーム』（Marvin's Room）は、1996年のアメリカ合衆国のドラマ映画。監督はジェリー・ザックス、出演はメリル・ストリープ、ダイアン・キートン、レオナルド・ディカプリオ、ロバート・デ・ニーロなど。スコット・マクファーソンの戯曲『マーヴィンの部屋』をマクファーソン自らの脚本で映画化した作品で、介護の問題、姉妹の確執、白血病といった重いテーマを扱いながら、どこかユーモア漂うヒューマン・ドラマとなっている。
第69回アカデミー賞ではダイアン・キートンが主演女優賞にノミネートされた。
日本では『マイ・ライフ』『マイ・フレンド・フォーエバー』『マイ・フレンド・メモリー』のマイ～シリーズの一部としてマイ・ルームとタイトルが付いた。すべてのストーリーの関連性はない。

## ストーリー
美容師のリーはレーサーだった夫と離婚後、女手ひとつで2人の子どもを育てている。ある日、もうすぐ18歳で反抗期の長男ハンクが家を放火して全焼。住む家を失ったリーは次男チャーリーと少年院（病院と呼んでいる）から一時保釈されたハンクを連れて、20年ぶりに家族そろってフロリダの実家へ。リーの姉ベッシーは寝たきりで認知症状態の父マーヴィンと叔母ルースの面倒をみて、結婚もしていない。そんな家族を見捨て、家出したリーとの間には複雑な感情がある。母を嫌い、反抗的だったハンクだが、ベッシーの誠実な優しさに次第に心を開いていく。骨髄移植の検査を受けることを拒否していたが、主治医のウォーリー医師の検査で母が不適合だと知り、自分も弟と共に検査を受ける。リーはベッシーとハンクの信頼関係に嫉妬を感じ、姉妹はお互いの感情をぶつけあうが、やがて打ち解ける。ベッシーは自分の初恋を語り、リーは姉のかつらを洒落た髪形にカットした。一家はディズニー・ワールドへ。リーは感情に任せて、いつまでも母より父を慕うハンクに、父親があなたを虐待したことが離婚の理由だったと明かす。ベッシーが発作に襲われて吐血。その晩、ハンクはベッシーに置き手紙を残して家出。母の自分ではなく、姉に宛てられた息子の手紙を見たリーは姉に心配をかけまいと手紙を隠す。戻ってきたハンクにリーは「黙っていなくならないように」と注意し、ハンクは「分かった」と返す。医師のウォーリーから電話があり、残念ながらハンクもチャーリーも不適合と告げた。死の不安を越えて和解した家族は父の部屋に集まる。ベッシーは父を喜ばせるため、いつもやっているように太陽を鏡に反射させ壁に光を舞わせる。その光の中で、家族は新しい絆を見つけていく。

## 登場人物
リー
演 - メリル・ストリープ、日本語吹替 - 弥永和子
オハイオ在住。二人の息子たちと3人暮らしで夫はいない。美容師の免許を取得することを目指している。ハンクとは口を開けばケンカになるので親子関係は良くない。禁煙場所でもタバコを吸うなど言動が雑で大雑把な性格。自分に甘い割に息子たちには厳しく口やかましい態度を取る。ベッシーには病気が治ってほしいと思う反面、真面目で重い話題は避けようとする弱さを持つ。
ベッシー
演 - ダイアン・キートン、日本語吹替 - 鈴木弘子
リーの姉。フロリダ在住で自身は未婚。年老いたおばの面倒を見ながら、寝たきりの父の世話をして3人で暮らしている。優しい人柄で面倒見が良く、献身的に父の世話をしており、柔らかい笑顔で接する。リーとは、約20年間連絡を取っておらず、お互いに心の中ではわだかまりを秘めている。作中ではほどなくして自身が白血病にかかっていることが判明する。自宅を譲ってリーに住んでもらい、父とおばの面倒を見て欲しいと願う。

### リーとベッシーの家族
ハンク
演 - レオナルド・ディカプリオ、日本語吹替 - 三木眞一郎
リーの長男。17歳、ただし約3週間後には18歳の誕生日を迎える。冒頭で自宅に放火して全焼させたため、施設に入れられる。自己中心的な性格のリーに反発心を抱いており、前述のとおり普段から素行が悪い。
チャーリー
演 - ハル・スカーディノ、日本語吹替 - 増田ゆき
リーの次男。メガネをかけている小学生ぐらいの男の子。ベッシーのために自ら進んで骨髄の適合検査を受ける勇気がある。リーとベッシーが20年以上も疎遠になった経緯などに興味津々で質問攻めにする。
ルース
演 - グウェン・ヴァードン、日本語吹替 - 公卿敬子
ベッシーのおば。ベッシーの家に同居している。作中では、あるドラマに夢中で夜中にドラマの夢を見るほどハマっている。悪い人ではないが、責任感があまりなく頼りない性格。おしゃべり好きで涙もろい。サラーブ医師に長年患う腰痛の痛みを取る器具をつけてもらった。腰痛を感知すると瞬時に自動で痛み止めの麻酔が電気によって打たれる仕組みらしいが、自宅で使うと誤作動でガレージのシャッターが開閉する。
マーヴィン
演 - ヒューム・クローニン
ベッシーの父。詳しくは不明だが病気のせいで20年ほど前から寝たきりの状態。口に入るものならサイコロでもなんでも舐めてしまう癖がある。

### その他の主な人物
ウォーリー医師
演 - ロバート・デ・ニーロ、日本語吹替 - 小川真司
長期休暇中のサラーブ医師の代わりにベッシーを診察し、担当医となる。病気を治すためにベッシーに骨髄移植を提案する。本人によると普段の専門は病理学者とのこと。人の名前を間違えるなど、少々抜けているところがある。
ボブ
演 - ダン・ヘダヤ、日本語吹替 - 山野史人
ウォーリーの兄。ウォーリーが勤務する病院の事務をしているが、雇われて間もないとのことでまだ仕事に慣れていない。いつもボソボソとした口調で話すのが特徴。
シャーロット
演 - マーゴ・マーティンデイル、日本語吹替 - 瀬畑奈津子
精神分析医でハンクの担当医。ハンクが一時入れられた施設で診察をしており、患者とのカウンセリングや患者の家族との面談をしている。訪れたリーとのやり取りから、ハンクにとってあまりいい母親ではないと感じる。

## 作品の評価

### 映画批評家によるレビュー
Rotten Tomatoesによれば、50件の評論のうち高評価は84%にあたる42件で、平均点は10点満点中6.7点、批評家の一致した見解は「『マイ・ルーム』は、メリル・ストリープ、ダイアン・キートン、レオナルド・ディカプリオといった申し分のないキャストのおかげで、機能不全家族を描いた数々のドラマの中では抜きん出ている。」となっている。
Metacriticによれば、20件の評論のうち、高評価は13件、賛否混在は6件、低評価は1件で、平均点は100点満点中67点となっている。

### 受賞歴
| 賞                         | 部門                     | 対象者             | 結果       |
| -------------------------- | ------------------------ | ------------------ | ---------- |
| 第69回アカデミー賞         | 主演女優賞               | ダイアン・キートン | ノミネート |
| 第54回ゴールデングローブ賞 | 主演女優賞（ドラマ部門） | メリル・ストリープ | ノミネート |